# Thomas Gregor
Thomas Gregor (15 de febrero de 1956) es un botánico alemán.
Desarrolló actividades científicas en el Instituto Vechta, de Alemania; y actualmente en el Laboratorio de Física de la Vida, en la Universidad de Princeton. El laboratorio es parte del Departamento de Física, del Instituto Lewis-Sigler de Genómica Integrativa, y del Departamento de Biología Molecular. Nuestra investigación es altamente interdisciplinario, trabajando con estudiantes de muchos departamentos a través del campus, incluyendo la física, la biología, la informática, la ingeniería y la matemática aplicada.

## Algunas publicaciones
- thomas Gregor, thomas Karlsson. 2007. Potentilla sterneri (Rosaceae), a "new" species from Sweden. Ann. Botanici Fennici 44 (5): 379-388
- La abreviatura «Gregor» se emplea para indicar a Thomas Gregor como autoridad en la descripción y clasificación científica de los vegetales.[3]